# Thienemannimyia johannseni
Thienemannimyia johannseni är en tvåvingeart som först beskrevs av Jean-Jacques Kieffer 1906.  Thienemannimyia johannseni ingår i släktet Thienemannimyia och familjen fjädermyggor.
Artens utbredningsområde är Frankrike. Inga underarter finns listade i Catalogue of Life.